# تشانينج إتش. كوكس
تشانينج إتش. كوكس هو محامي وسياسي أمريكي، ولد في 28 أكتوبر 1879 في مانشستر في الولايات المتحدة، وتوفي في 20 أغسطس 1968 في West Harwich, Massachusetts ‏ في الولايات المتحدة. نشط حزبياً في الحزب الجمهوري. وقد انتخب نائب حاكم ماساتشوستس ‏ (2 يناير 1919 – 6 يناير 1921) وانتخب عضو مجلس نواب ماساتشوستس ‏ وانتخب حاكم ماساتشوستس ‏ (6 يناير 1921 – 8 يناير 1925).